# Пік Маяковського
Пік Маяковського — гора  Шахдаринського хребта Паміру на південному заході Таджикистану (Гірсько-Бадахшанська автономна область, район  Ішкашим). Висота піку становить 6096 м.
Гора була відкрита на початку 1930-х років радянським письменником і мандрівником  П. М. Лукницьким, який назвав її Триголовий пік. Після першого сходження радянськими альпіністами в 1947 р. пік був перейменований на честь поета  Володимира Маяковського (1893–1930).

## Ресурси Інтернету
- Маяковского пик [Архівовано 16 липня 2011 у Wayback Machine.]
- На сайті tourism.ru. [Архівовано 18 лютого 2013 у Wayback Machine.]